# فالوسية
الفصيلة الفالوسية (الاسم العلمي: Phallaceae) هي فصيلة من الفطريات تتبع رتبة الفالوسيات من صنف الفالوستيدة.